# Incidente ferroviario di Benevento
L'incidente ferroviario di Benevento fu uno svio, con rovesciamento del convoglio su un fianco, del treno diretto n. 816 Bari-Napoli, avvenuto il 15 febbraio 1953 nella stazione di Benevento, a causa della velocità eccessiva.

## Dinamica dei fatti
Il treno diretto n. 816, composto di nove carrozze viaggiatori e in marcia lungo la linea Foggia-Napoli, entrò alle ore 4:37 nella stazione di Benevento, alla velocità di 106 km/h e, su uno scambio poco prima della curva, uscì dai binari. Il locomotore e le vetture di testa si rovesciarono sul lato sinistro, una carrozza penetrò nell'edificio degli accumulatori mentre le altre si rovesciarono di fianco sul terreno. 
L'ultima carrozza, una mista di prima e seconda classe, rimase sui binari con i viaggiatori pressoché incolumi. Fortunatamente le banchine erano quasi deserte.
Il capostazione informò immediatamente il compartimento di Napoli e quello di Bari per fermare la circolazione dei treni lungo tutto il percorso.
Tutto il personale presente in stazione e molti cittadini delle zone adiacenti accorsero sul posto. I vigili del fuoco, la polizia e i carabinieri giunsero prontamente. Nella mattina, ancora al buio, i soccorritori estrassero i primi morti che vennero allineati sulla banchina. 
I feriti, trasportati all'ospedale civile di Benevento e ricoverati, furono 21 di cui 5 molto gravi. Complessivamente, nell'incidente, risultarono ferite circa 80 persone. 
Sul treno viaggiavano circa 500 passeggeri. Molti erano tifosi che si recavano a Napoli per la partita fra l'Inter e la squadra partenopea. La maggior parte dei morti si ebbe nella prima carrozza di terza classe agganciata al locomotore, piena di emigranti diretti in Venezuela che dovevano imbarcarsi al porto di Napoli. Il traffico ferroviario rimase bloccato.

## I treni coinvolti
Il treno diretto n. 816 proveniente da Bari e diretto a Napoli, con arrivo a Benevento previsto alle 4:36, composto da una locomotiva elettrica (E428.212) e 9 carrozze viaggiatori di 1ª, 2ª e 3ª classe.

## L'inchiesta
Vennero avviate due inchieste per accertare le responsabilità del disastro: una della magistratura, affidata al procuratore della Repubblica Ambrogio Romano e una delle Ferrovie dello Stato, promossa dal ministro dei Trasporti Malvestiti sotto la direzione dall'ingegnere Di Raimondo, direttore generale delle FS. Venne innanzitutto esaminata la zona tachigrafica della locomotiva, che l'ingegnere Lissone, capo del Compartimento ferroviario di Napoli, aveva recuperato dal mucchio di rottami; questa riportava la velocità di 106 km/h al momento del deragliamento. Il convoglio era entrato in stazione a velocità estremamente elevata rispetto ai 30 km/h previsti. L'inchiesta tecnica delle FS relazionò circa l'efficienza degli impianti frenanti attribuendo interamente al macchinista la responsabilità. La perizia tecnica dei due professori universitari nominati dalla Procura d'ufficio invece non escluse la possibilità che si fosse verificata un'anomalia dell'impianto di frenatura. Un primo chiarimento pubblico dell'evento si era precedentemente avuto alla Camera, dove il 23 marzo il ministro Malvestiti rispondeva ad un'interrogazione del deputato locale Perlingieri del 18 febbraio, chiarendo alcune dinamiche.
Il macchinista Roberto Pitera, ferito e ricoverato all'ospedale Fatebenefratelli venne piantonato in quanto ritenuto direttamente responsabile. Secondo la sua affermazione avrebbe azionato i freni ma questi non avevano funzionato.
Insieme al macchinista venne rinviato a giudizio, con l'imputazione di omicidio colposo e disastro ferroviario anche l'aiuto-macchinista Nicola Ricciardi. Il processo ebbe inizio presso il tribunale di Benevento il 28 maggio 1954. Nel corso del processo il macchinista ribadì di aver iniziato a frenare circa 1600 m prima  e alla velocità di linea di 90 km/h ma che si era reso conto che i freni non rispondevano più.

## Le vittime
Persero la vita 22 persone: Arsa Rosaria, di anni 38, da Barletta; Carpa Luigi, di anni 22, marinaio della Capitaneria di Porto di Napoli; Vantaggiato Leonardo, di anni 35, da Galatina; Fiorino Carlo, da Altamura; Cantagalli Antonio, di anni 21, da Teramo; Santoamato Vito, di anni 43, conduttore capo di prima classe, da Bari; Zazzara Giuseppe, di anni 20, da Manoppello; Rossi Luigi, di anni 22, aviere scelto, da Milano;  Colucci Ferdinando, di anni 27, vicebrigadiere di Pubblica Sicurezza, da Baiano; Dorta Carmelo, da Napoli; Cicchetti Vincenzo, di anni 26, da Atella; Colasante Raffaele, di anni 31, da Montebello di Pescara; Mirelli Francesco, messaggero postale, da Napoli; Fidanza Federico, di anni 21, da Montebello di Pescara; Salvatore Camillo, di anni 24, vicebrigadiere dei Carabinieri della Legione di Napoli; Rosselli Osvaldo, laureando in medicina, di anni 26, da Bari; Graziano Rosa, di anni 19, da Bisceglie; Raimondi Gaetano, di anni 41, da Triggiano di Bari; Lisi Nicola, di anni 20, da Trani; Rota Giacomo, di anni 60, da Napoli; Bucci Alfonso, di anni 31 da Corato. La ventiduesima vittima non venne identificata. 
Dei circa ottanta feriti, ventuno furono ricoverati in ospedale, altri vennero medicati e in seguito dimessi; cinque di essi versavano in gravissime condizioni: si trattava di Barricella Agata, De Santis Vito, Di Girolamo Leonardo, Luca Giuseppina e Zurlo Matteo.
Nell'atrio della stazione è stata affissa una targa per commemorare le vittime dell'incidente.